# چنگر کاکلی

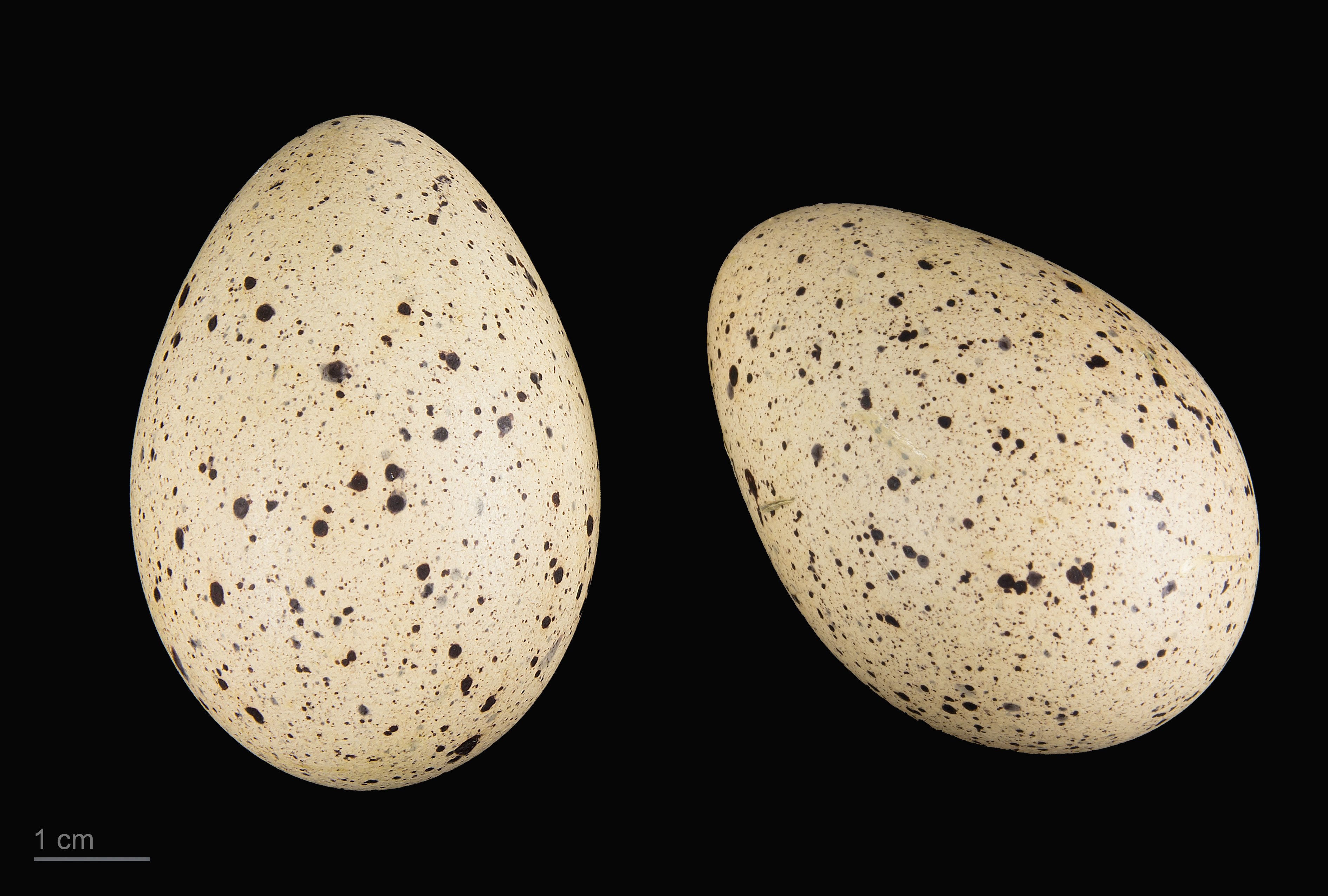
Fulica cristata

چنگر کاکلی (نام علمی: Fulica cristata) نام یک گونه از سرده چنگرها است.